# Iglesia de Santa María del Camino (Carrión de los Condes)
La iglesia de Santa María del Camino es un templo románico edificado a mediados del siglo XII y dedicada a la Virgen de las Victorias, es la iglesia más antigua de la ciudad palentina de Carrión de los Condes. Conserva la fachada meridional porticada, influenciada por modelos franceses Tolosanos. En el Pórtico Sur destacan la adoración de los Reyes Magos, las figuras de Sansón y Carlomagno, y una arquivolta de personajes en su oficio. 
Los capiteles existentes se decoran con figuras humanas y animales fantásticos. Las impostas de la puerta tienen forma de toros, el friso está interrumpido por los arbotantes levantados en el siglo XVII para evitar el desplome de la iglesia, una vez caídas las bóvedas de la base central. El obispo Molino Navarrete reconstruyó las cubiertas y perforó el ábside central, creando una capilla mayor cuadrangular para su entierro. El templo conserva una talla de la Virgen del Camino o de la Victoria del siglo XIII, el Cristo del Amparo gótico de artífices renanos del siglo XIV, la capilla de Antonio Pastor con un óleo de escuela sevillana del siglo XVII y varios sepulcros, entre los que se encuentran los del obispo mencionado y sus padres.

## Planta
De estilo románico, siglo XII, su planta es rectangular de tres naves rematada originalmente por ábsides semicirculares. Consta de cuatro tramos con bóveda de cañón en la nave central y un crucero que no sobresale de las naves con bóveda de crucería.
La nave central está rematada por un presbiterio de tramo recto con bóveda de medio punto y ábside semicircular, la de la Epístola presenta una bóveda de cuarto de esfera y de cañón en el tramo recto. 
Fue realizada con sillería de buena calidad, asentada en hiladas bien aparejadas. El templo presenta la orientación litúrgica habitual. 

 Leyenda de la imagen
1. Pórtico Sur, acceso al templo.
2. Nave.
3. Presbiterio.
4. Altar Mayor y Ábside.
5. Capilla de la Palabra de Dios.
6. Capilla del Cristo del Amparo.

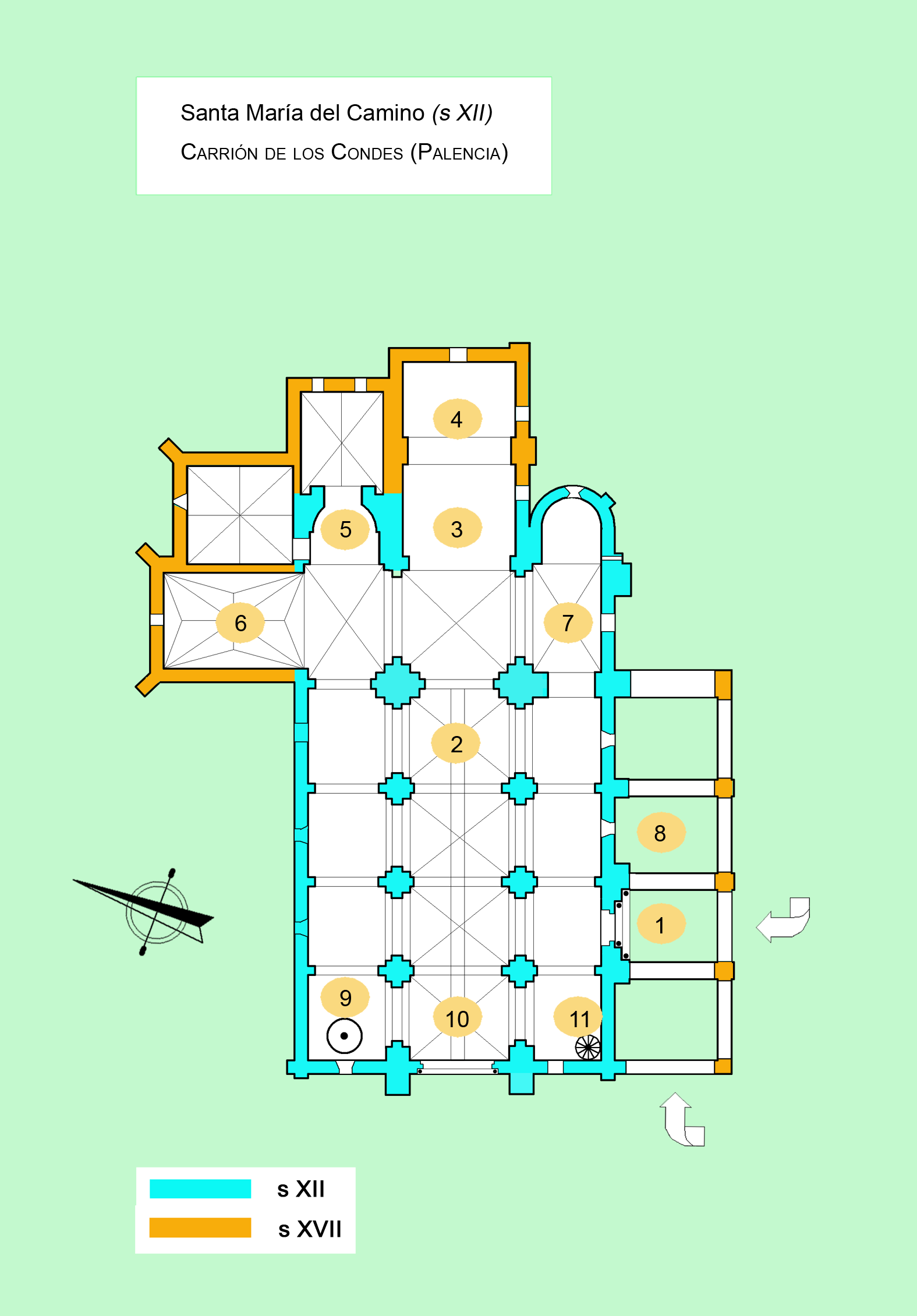
Aprox. a la planta de la Iglesia de Santa María del Camino.

7. Capilla de Sta. María del Camino.
8. Galería Porticada.
9. Pila bautismal.
10. Coro.
11. Escalera acceso al coro.

## Marcas de cantería
Se han identificado un pequeño número de marcas únicamente en la fachada sureste.

## Exterior

### Ábsides
Los ábsides de la Capilla Mayor y del Evangelio (Palabra de Dios) fueron modificados, añadiendo la sacristía y una capilla; el del lado de la Epístola está reforzado por tres contrafuertes exteriores. La cubierta se apoya en un alero sustentado por canecillos esculpidos.

### Fachada Sur
La fachada sur muestra grandes contrafuertes que corresponden con los arcos fajones; para reforzarla, además de los propios de la nave lateral, se añadieron contrafuertes exteriores separados con fuertes arbotantes, que fueron aprovechados para construir una Galería Porticada.

#### Pórtico Sur
El Pórtico Sur está formado por arco de medio punto y dos arquivoltas de dovelas lisas la interior y decorada la exterior, soportado por mochetas con dos cabezas de toro cada una y jambas lisas. La decoración de las dovelas describe temas de la vida cotidiana: entre otros, actividades profesionales (músicos, dovelas 2, 4, 5, 33), vicio (gula, 31), pecado (avaricia, 12) y animales fantásticos, etc. A los lados, enjutas decoradas (jinete sobre león y caballero armado con caballo que pisa a un personaje) y sobre el un friso con escenas de la Epifanía. Destaca el tejaroz de la portada y los canecillos: desde la izda., el n.º 3 un músico, el 4 un acróbata y el 7 una máscara.

### Fachada Oeste
Presenta una Portada con arquivoltas lisas en un conjunto que sobresale ligeramente de la fachada.
 Dispone de cuatro vanos de medio punto, uno a nivel de la nave de la epístola, uno en la central y dos más en el remate que hace las funciones de campanario. 

### Fachada Norte
Se encuentra oculta por edificios anexos de fecha posterior.

## Interior
El acceso al templo, se efectúa por el lado suroeste de la Galería Porticada y el Pórtico Sur situado en el tercer tramo de la nave. 
El interior muestra una decoración austera.

### Arco triunfal
Formado por columnas cruciformes y arcos fajones ligeramente apuntados.

### Nave
La Nave, de cuatro tramos, muestra bóveda de cañón con arcos ligeramente apuntados, y arcos fajones de medio punto que se apoyan en los contrafuertes exteriores. Las naves laterales están divididas por arcos fajones y formeros ligeramente apuntados, apoyados en las robustos columnas que separan las tres naves y los contrafuertes de las fachadas mediante una imposta. El templo cuenta con tres capillas laterales, sacristía del siglo XVII y coro elevado en el tramo de los pies.

### Iluminación
Está resuelta mediante los siguientes vanos:
- Ábside lado Epístola, una ventana de medio punto al este y otra en saetera al sur.
- Tres ventanas en el ábside central.
- Crucero, uno en el lado norte y dos en sur.
- Fachada sur, 3 vanos.
- El hastial oeste presenta cuatro vanos de medio punto, uno en la nave de la Epístola, otro en la nave central –coro- y dos en el campanario.

## Modificaciones
En el siglo XVII se realizaron diversas modificaciones a la planta original:
- Se añadieron, un ábside de planta cuadrada en la capilla Mayor de estilo barroco (1635), diseñada por el arquitecto palentino Felipe Berrojo y la sacristía en el lado del Evangelio.
- Se modificó el lado norte del crucero, anexando la Capilla del Cristo del Amparo.
- Se incorporaron los contrafuertes y el arbotante de la fachada sur.

## Galería de imágenes

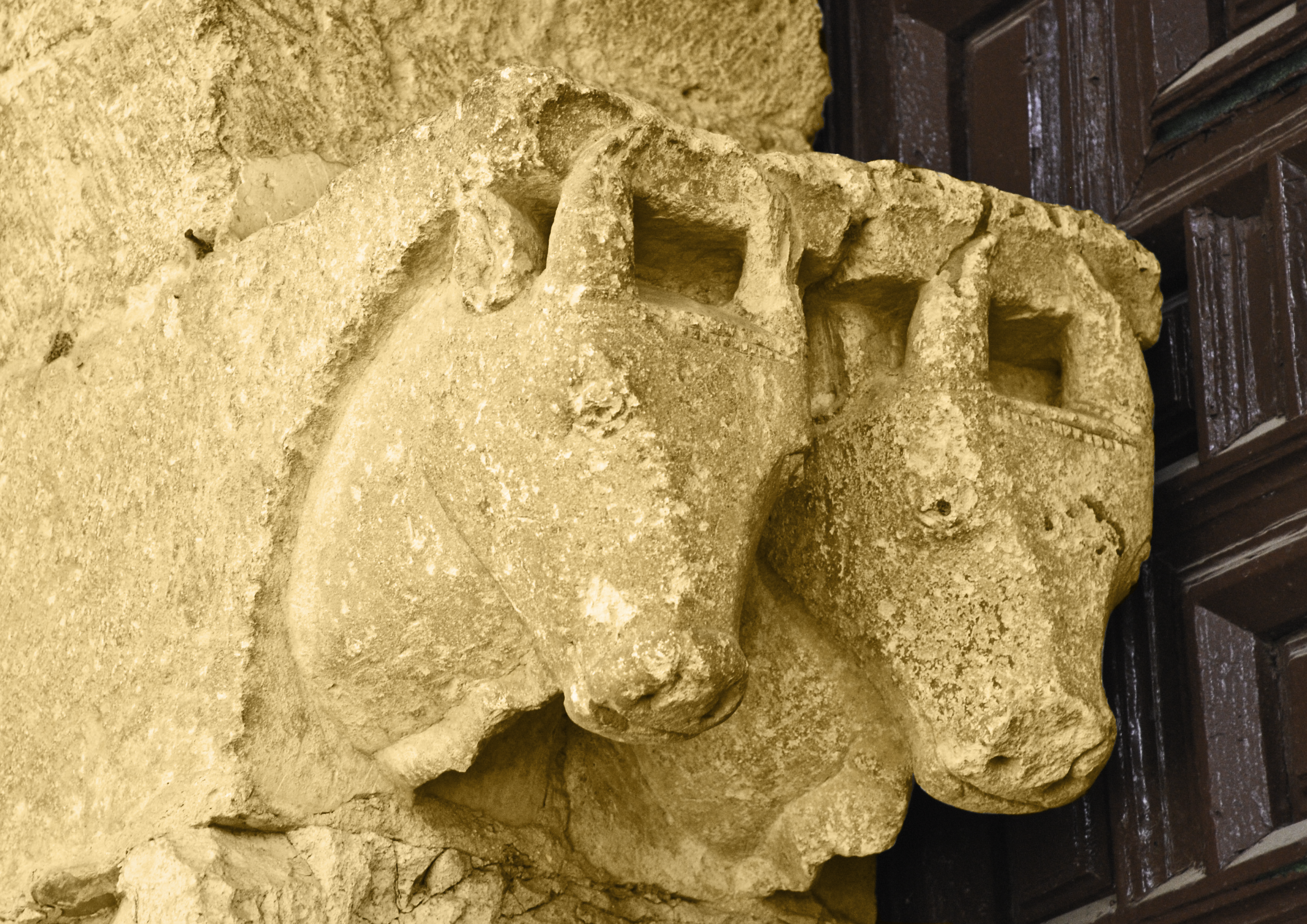
Mocheta izquierda del Pórtico Sur.
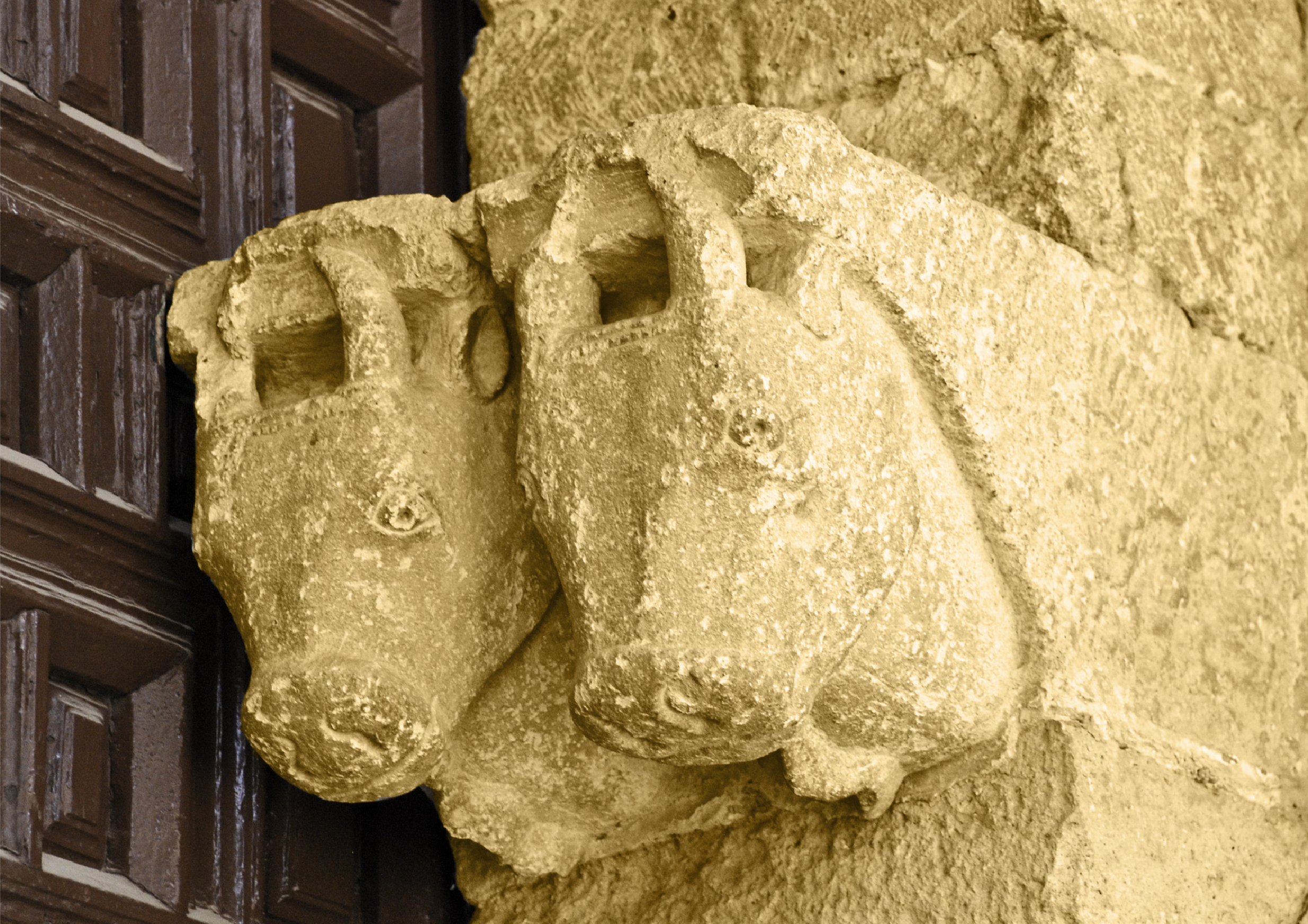
Mocheta derecha del Pórtico Sur.
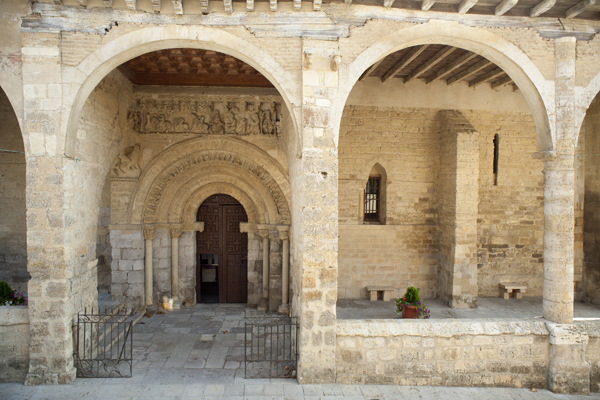
Portada realizada en 1130 por escultores de la escuela hispano-languedociana.
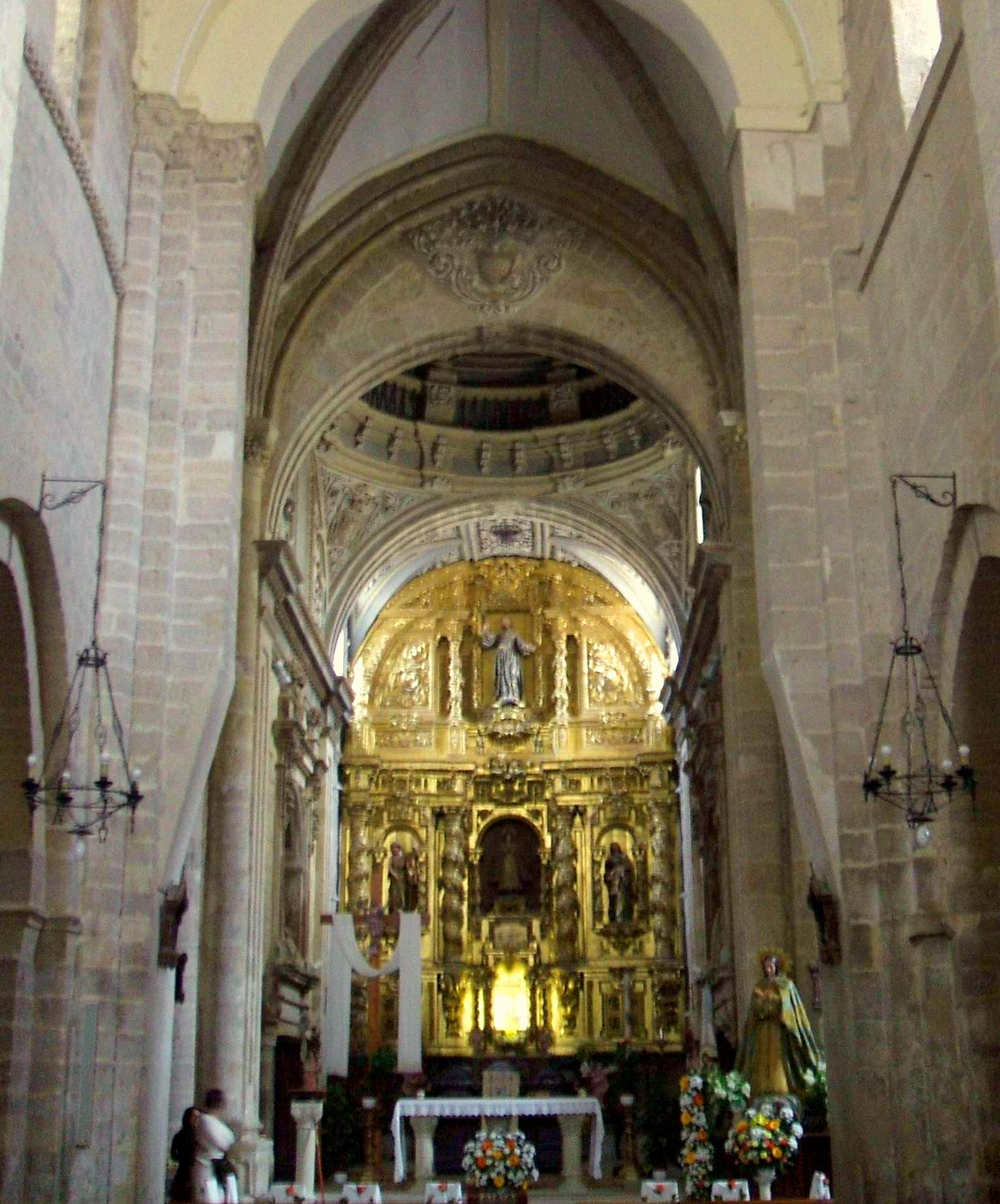
Altar mayor.
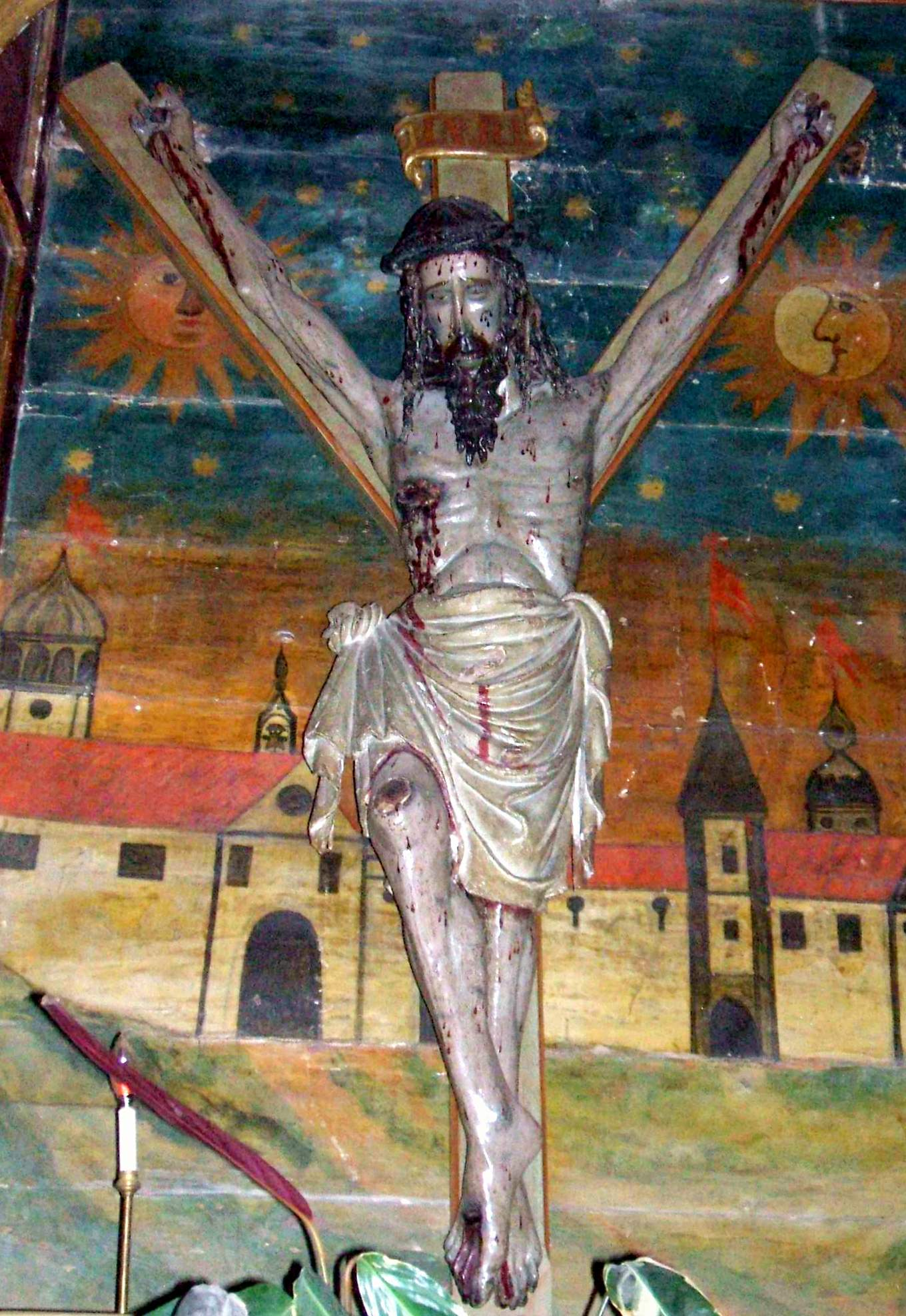
Santo Cristo del Amparo.
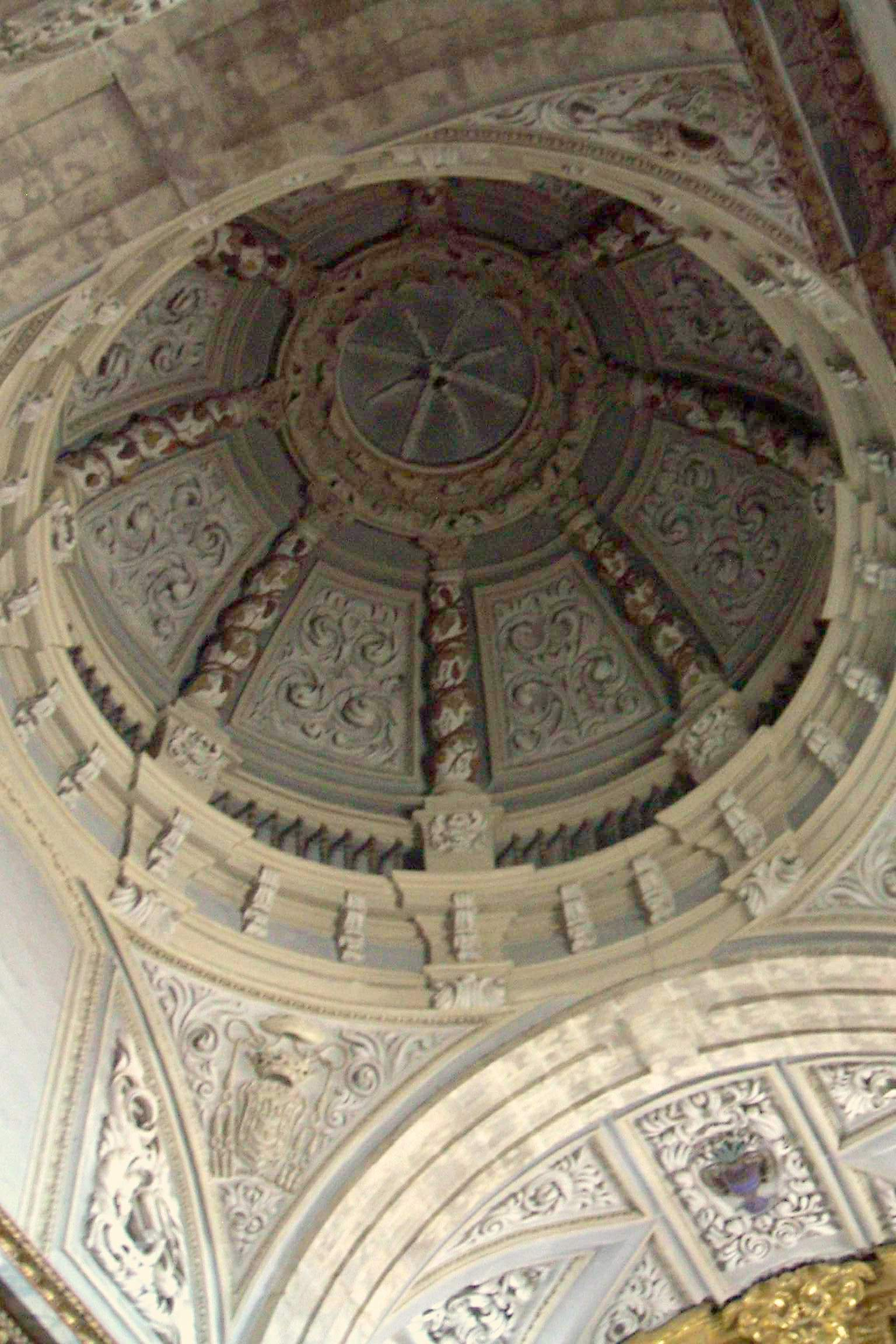
Cúpula de la iglesia.